# Elizabeth Cary
Elizabeth Cary (Budford Priory, 1585 – Londen, 1639) was een Engelse dichter, toneelschrijver en historicus. Haar toneelstuk The Tragedy of Mariam is het oudste Engelstalige toneelstuk dat is geschreven door een vrouw.

## Biografie
Ze werd geboren met de naam Elizabeth Tanfield als dochter van de rijke advcoaat Lawrence Tanfield. Volgens de biografie die door haar dochter over haar werd geschreven leerde Elizabeth zichzelf Frans, Spaans, Italiaans, Latijn, Hebreeuws en "Transsylvaans". Ze maakte vertalingen vanuit het Latijn en Frans en ontdekte zo enkele vertaalfouten in de Institutie van Johannes Calvijn.
Ze huwde op vijftien- of zestienjarige leeftijd met de edelman Henry Cary. Kort na het huwelijk ging Cary enige jaren in het leger dienen en tussen 1602 en 1605 begon Elizabeth Cary met het schrijven van The Tragedy of Mariam. Naast dat dit toneelstuk het eerste was dat door een vrouw in het Engels werd geschreven was het ook het eerste toneelstuk over Mariamne en Herodes de Grote.
Tijdens haar huwelijk met Henry Cray kreeg ze in totaal elf kinderen: Catherine, Lucius, Lorenzo, Anne, Edward, Elizabeth, Lucy, Victoria, Mary, Henry en Patrick. Uiteindelijke bekeerde ze zich tot het katholicisme, waarop haar echtgenoot haar verliet en alle spullen van haar afpakte. Ze zocht vervolgens hulp aan het hof en in 1627 besloot de Privy Council dat Cary zijn vrouw diende te onderhouden.
Nadat de Privy Council de zaak in haar voordeel had beslist ging Cary weer aan het schrijven. Ze schreef een biografie over Eduard II, schreef gedichten en vertaalde katholieke polemieken. Aan het einde van haar leven wist ze twee van haar zoons te ontvoeren en wist ze naar het continent te brengen waar zij zich eveneens zouden bekeren tot het katholicisme.